# Marcos III de Alexandria
Marcos III de Alexandria foi o patriarca grego ortodoxo de Alexandria entre 1180 e 1209. Ele propôs 66 questões para o patriarca grego ortodoxo de Antioquia Teodoro IV Bálsamo (r. 1186 - 1203). Durante o seu episcopado, uma grande fome irrompeu no Egito por conta de uma seca que afetou as cheias do Nilo.